# Gonçalo Ivo
Gonçalo Ivo de Medeiros (Rio de Janeiro, 1958) é um pintor, ilustrador e professor brasileiro. 

## Biografia
Filho do escritor Lêdo Ivo (1924), estudou pintura no Museu de Arte Moderna do Rio de Janeiro, em 1975, orientado por Aluísio Carvão e Sérgio Campos Melo. Formado em arquitetura pela Universidade Federal Fluminense, foi professor do Departamento de Atividades Educativas do MAM/RJ, entre 1984 e 1986. Deu aulas como visitante na Escola de Belas Artes da Universidade Federal do Rio de Janeiro - EBA/UFRJ, também em 1986. Trabalhou como ilustrador e programador visual para as editoras Global, Record e Pine Press. Faz exposições individuais e coletivas no Brasil e no exterior. Em 2000, assinou o cenário do programa Metrópolis da TV Cultura. Nesse mesmo ano, montou um ateliê em Paris.